# Sammy Woods
Samuel Moses James Woods (bekannt als Sammy Woods; * 13. April 1867 in Sydney, Australien; † 30. April 1931 in Taunton, Vereinigtes Königreich) war ein australischer und englischer Cricket- und Rugby-Unionspieler.  Er spielte 1888 für die australische und 1896 für die englische Cricket-Nationalmannschaft, sowie zwischen 1890 und 1895 für die englische Rugby-Union-Nationalmannschaft.

## Kindheit und Ausbildung
Woods besuchte die Sydney Grammar School und das Royston College in Sydney. Schon in seiner Jugend konnte er dort als Bowler herausragen. In 1884 ging er nach England und besuchte dort das Brighton College und die Cambridge University, wobei er bei letztem im Jahr 1890 zum Kapitän aufstieg.

## Aktive Karriere

### Cricket
Er begann ab 1887 für Somerset zu spielen. Als Australien im Sommer 1888 nach England kam, gab er sein Test-Debüt und spielte für Australien in allen drei Spielen der Serie. In der Folge absolvierte er mehrere Touren für englische Teams. So reiste er in der Saison 1891/92 unter Kapitän Lord Hawk nach Nordamerika. In 1894 stieg er zum Kapitän von Sussex auf. Auch absolvierte er eine Test-Serie für England in Südafrika in der Saison 1895/96. Im ersten Test der Serie gelang ihm ein Fifty über 53 Runs als Batter und im dritten Spiel 3 Wickets für 28 Runs als Bowler. Im folgenden Winter reiste er unter Arthur Priestley für eine Tour in die West Indies und 1899 unter Ranjitsinhji abermals nach Nordamerika. Sein letztes First-Class-Spiel absolvierte er in der Saison 1910.

### Rugby Union
Neben Cricket spielte er auch Rugby-Union auf hohem Niveau. Er gab sein Debüt in der englischen Nationalmannschaft in 1890 und spielte in den nächsten fünf Jahren 13 Spiele für diese in der Home-Nations-Championship. Auch agierte er während der Zeit mehrmals als Kapitän der Mannschaft.

## Nach der aktiven Karriere
Er verblieb weiterhin dem Sport verbunden und agierte als Sekretär von Sussex bis zum Jahr 1923. Im Ersten Weltkrieg war er Teil der Somerset Light Infantry und dem Devon Regiment. Im April 1931 verstarb Woods nach langer Krankheit im Alter von 64 Jahren.